# Ligne 221 (Infrabel)
La ligne 221 est une ligne ferroviaire industrielle belge du port d'Anvers qui relie Noorderlaan à Lillobrug. 

## Historique
Le pont Petroleumbrug sur le passage entre les docks Hansadok et Marshalldok a été démantelé à la mi-2008, donc la ligne est depuis interrompue. En détournant le tronçon interrompu vers l'ouest le long de la rue Scheldelaan, il serait possible à nouveau de relier le nord du port au sud par la ligne 221.

## Route

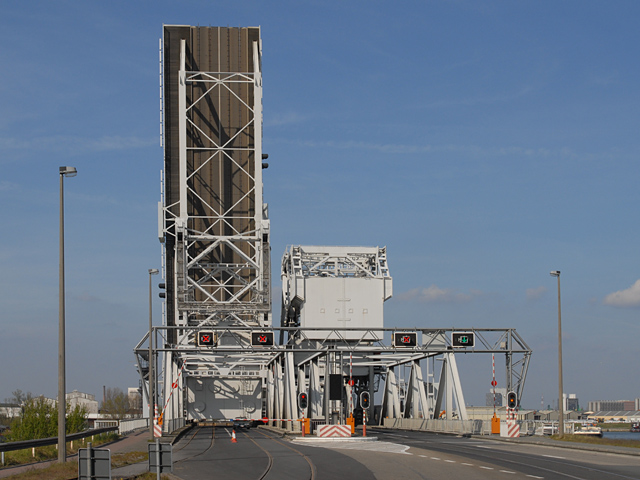
Les ponts ferroviaires et routières du Noordkasteel

La ligne bifurque de la ligne 220 à la jonction Ford. D'abord elle mêne vers le sud le long de la rue Oosterweelseweg jusqu'au pont Noordkasteelbrug (nommé pour une ancienne fortification). Ici elle tourne ver l'ouest le long de la rue Scheldelaan où elle dessert les raffinieries petrolières. Tournant vers le nord-ouest, elle rejoint du nouveau le Scheldelaan et rejoint la ligne 223 à la jonction Lillobrug.